# 116903 Jeromeapt
116903 Jeromeapt este un asteroid din centura principală de asteroizi.

## Descriere
116903 Jeromeapt este un asteroid din centura principală de asteroizi. A fost descoperit pe 11 aprilie 2004 la Wrightwood de James Whitney Young. Asteroidul prezintă o orbită caracterizată de o semiaxă mare de 2,45 ua, o excentricitate de 0,17 și o înclinație de 1,5° în raport cu ecliptica.